# Asma Lamrabet
Asma Lamrabet (arabe : أسماء المرابط, prononcé [aːsmaːʔ aːlmraːbtˁ]), née en 1961 à Rabat, est une médecin biologiste, essayiste et féministe musulmane marocaine.

## Biographie
Asma Lamrabet est la fille d'un progressiste de gauche, condamné à mort par le roi Hassan II et donc contraint à s'exiler. Libéral et musulman non pratiquant, il est pourtant conservateur sur le sujet de la condition féminine, paradoxe qui interroge alors la jeune Asma Lamrabet.
Scolarisée dans une école privée catholique, puis formée à la médecine, elle travaille en tant que médecin volontaire en Espagne et en Amérique latine, principalement au Chili et au Mexique, pendant huit ans à partir de 1995. Elle y suit son mari diplomate, Youssef Amrani. Elle y découvre la théologie catholique de la libération, qui la conduit à examiner sa propre religion,.
À partir de 2004 jusqu'en 2007, elle est de retour au Maroc, où elle organise un groupe de femmes musulmanes intéressées par la recherche et par la réflexion sur l'Islam et le dialogue interculturel. N'ayant pas fait d'études religieuses, elle se forme « sur le tas » explique-t-elle. En 2008, elle devient présidente et membre du conseil d'administration du Groupe international d'étude et de réflexion sur les femmes en Islam (GIERFI), basé à Barcelone. Leur objectif est de contribuer à créer une nouvelle conscience féministe musulmane,. Tout au long de cette période, elle continue à travailler comme médecin, spécialisée dans les maladies du sang à l'Hôpital pour enfants de Rabat.
En 2011, elle devient directrice du Centre des études féminines en Islam au sein de la rabita mohammadia des oulémas du Maroc, sous le patronage du roi Mohammed VI, poursuivant au sein de cette institution une relecture féminine et féministe de l’islam. La Rabita Mohammadia des oulémas du Maroc est une association d’intérêt général, un think tank créé par le roi pour promouvoir un islam ouvert et tolérant,. Sous la pression de l’institution religieuse et des milieux conservateurs, elle démissionne pourtant de la direction du Centre des études féminines en Islam le 26 mars 2018, à la suite, entre autres, d'une polémique liée à l'égalité hommes-femmes dans le domaine de l'héritage,,. Elle est remplacée par la docteure en études islamiques Farida Zomorod, au profil plus conservateur.
Elle est l'auteure de plusieurs ouvrages en français. Elle s'est exprimée et a publié des articles qui explorent les questions controversées, telles que les mariages interreligieux, l'héritage et la réforme religieuse, dans un contexte musulman. Constatant que les discriminations à l'égard des femmes s'appuient sur des lectures et des interprétations des textes sacrés, elle s'emploie à relire et à reconstruire l'interprétation de ces textes. Elle est en rapport à Amina Wadud et avec Margot Badran, convaincue comme elles que les interprétations qui sous-tendent la loi islamique, depuis IXe siècle, sont trop patriarcales.
En 2013, elle a reçu un prix en sciences sociales, décerné par l'Arab Woman Organization (l'Organisation de la femme arabe) pour son livre, Femmes et hommes dans le Coran : Quelle égalité ?.
En 2019, Asma Lamrabet décide de ne plus porter de voile par conviction personnelle.
En 2021, dans le cadre de la journée internationale des femmes, elle annonce que « l’épanouissement de la femme dans les pays musulmans dépend de la lecture réformiste et féministe de l’islam. Notamment à travers la mise en œuvre d’une « lecture éthico-spirituelle » de l’Islam qui soit en rupture avec la lecture patriarcale traditionaliste, qui a donné lieu à une pratique religieuse discriminatoire profonde ».

## Publications
- 2002 : Musulmane tout simplement (préf. Tariq Ramadan[17]), Lyon, Tawhid, 202 p.  (ISBN 2-909087-90-5)
- 2004 : Aisha, épouse du Prophète ou l'Islam au féminin, Lyon, Tawhid, 153 p.  (ISBN 2-84862-007-2)
  - (nl) Aïcha : Echtgenote van de Profeet, of De vrouwelijke Islam (trad. Naima Lafrarchi), Bruxelles, Tasnim, 2006, 127 p. (ISBN 2-87446-027-3)
- 2007 : Le Coran et les femmes : Une lecture de libération, Lyon, Tawhid  (ISBN 978-2-84862-127-2)
  - (en) Women in the Qur'an: An Emancipatory Reading (trad. Myriam François-Cerrah), Square View et Kube Publishing, 2016, 212 p. (ISBN 978-0-99351-660-3 et 978-0-99351-661-0)
  - (es) El Corán y las mujeres: Una lectura de liberación, Icaria, 2011, 208 p. (ISBN 978-84-9888-299-5)
- 2011 : Femmes, Islam, Occident : Chemins vers l'universel, Biarritz et Paris, Séguier, et Casablanca, La Croisée des chemins, 209 p.  (ISBN 978-2-84049-614-4 et 978-9954-1-0335-7)
- 2012 : Femmes et hommes dans le Coran : Quelle égalité ?, Beyrouth et Paris, AlBouraq, coll. « Études » (no 45), 200 p.  (ISBN 978-2-84161-562-9)
  - (en) Women and Men in the Qur'ān (trad. Muneera Salem-Murdock), Cham, Palgrave Macmillan, 2018, 195 p. (ISBN 978-3-319-78740-4, DOI 10.1007/978-3-319-78741-1)
- 2015 : Les femmes et l'islam : Une vision réformiste, Paris, Fondation pour l'innovation politique, coll. « Valeurs d'islam » (no 8), 47 p.  (ISBN 978-2-36408-075-1)
- 2016 : Croyantes et féministes : Un autre regard sur les religions, Paris, AlBouraq, et Casablanca, La Croisée des chemins, 125 p.  (ISBN 979-10-225-0202-3 et 978-9954-1-0554-2)
- 2017 : Islam et Femmes : les questions qui fâchent, Casablanca, En toutes lettres, 213 p.  (ISBN 978-9954-39-271-3), et Gallimard, coll. « Folio. Essais » (no 646), 290 p.  (ISBN 978-2-07-278908-3)
- 2020 : Le prophète de l’islam et les femmes de sa vie, AlBouraq,  (ISBN 979-1022503785)